# Kodiakella
Kodiakella är ett släkte av kvalster. Kodiakella ingår i familjen Kodiakellidae.
Kodiakella är enda släktet i familjen Kodiakellidae.
Kladogram enligt Catalogue of Life:
| Kodiakella | \| \| Kodiakella dimorpha \| \| \| \| \| \| Kodiakella lutea \| \| \| \| |
|            | \| \| Kodiakella dimorpha \| \| \| \| \| \| Kodiakella lutea \| \| \| \| |
|            | Kodiakella dimorpha                                                      |
|            |                                                                          |
|            | Kodiakella lutea                                                         |
|            |                                                                          |